# Wizards: Tales of Arcadia
Wizards: Tales of Arcadia (en España Magos: Cuentos de Arcadia, y en Hispanoamérica Magos: Relatos de Arcadia) es una serie de Animación por ordenador de fantasía y ciencia ficción fantástica estadounidense producida por DreamWorks Animation, y es la tercera y última entrega de la Trilogía Tales of Arcadia de Guillermo del Toro, que transmitió su primer episodio el 7 de agosto de 2020. El mismo día de su estreno se confirmó que habrá una película como cierre a esta trilogía, que llevará por nombre Trollhunters: El despertar de los titanes.

## Argumento
Siguiendo a Trollhunters y 3Below, Wizards trae a los jóvenes héroes de Arcadia al pasado lejano, cuando los desesperados mundos de los mortales y la magia se ven envueltos en un conflicto en ciernes. El capítulo final de la trilogía culmina en una aventura en el tiempo para restaurar la historia y enfrentarse en una batalla apocalíptica por el destino del futuro.

## Reparto
| Personaje                                          | Actor Original (EE. UU.) | Actor de doblaje (Hispanoamérica)  |
| -------------------------------------------------- | ------------------------ | ---------------------------------- |
| Hisirdoux «Douxie» Casperan                        | Colin O'Donoghue         | Héctor Emmanuel                    |
| Merlín de Ambrosio                                 | David Bradley            | Eduardo Tejedo                     |
| Archiebald (Archibaldo en Hispanoamérica) «Archie» | Alfred Molina            | Rene Francisco Garcia Miranda      |
| James «Jim» Lake Jr.                               | Emile Hirsch             | Alan Fernando Velázquez            |
| Claire Nuñez (Clara Nuñez en Hispanoamérica)       | Lexi Medrano             | Alondra Hidalgo                    |
| Steven Q. «Steve» Palchuk                          | Steven Yeun              | Alejandro Orozco                   |
| Morgana Le Fay                                     | Lena Headey              | Adriana Casas                      |
| Rey Arturo Pendragon/Caballero Verde               | James Faulkner           | Dan Osorio (cap. 1) / Raúl Solo    |
| Sir Lancelot                                       | Rupert Penry-Jones       | Carlo Vázquez                      |
| Tobias «Toby» Domzalski                            | Charlie Saxton           | Luis Orozco                        |
| Blinkous «Blinky» Galadrigal                       | Kelsey Grammer           | Humberto Solórzano                 |
| Aarghamount «AAARRRGGGHH!!!»                       | Fred Tatasziore          | Dafnis Fernández                   |
| Callista/Deya                                      | Stephanie Beatriz        | Irina Índigo                       |
| Nari del Bosque Eterno                             | Angel Lin                | Alicia Vélez                       |
| Bellroc, guardián de la Llama                      | Kay Bess / Piotr Michael | Karen Vallejo / Arturo Mercado Jr. |
| Skrael del Viento del Norte                        | Piotr Michael            | Jose Ángel Torres                  |
| Príncipe Krel Tarron                               | Diego Luna               | Víctor Ugarte Fonseca              |
| Gunmar, el Negro                                   | Clancy Brown             | Carlos Segundo                     |
| Bular                                              | Ron Perlman              | Octavio Rojas                      |
| Papá Blanco/Ricky Blanco                           | Tom Kenny                | Ricardo Mendoza                    |
| Dictatious Galadrigal                              | Mark Hamill              | Irwin Daayán                       |
| Sir Galahad                                        | John Rhys-Davies         | Alejandro Villeli                  |
| Angor Rot                                          | Ike Amadi                | Idzi Dutkiewicz                    |
| Draal                                              | Matthew Waterson         | José de Daniel Martinez del Roble  |
| Vendel de Dwoza                                    | Victor Raider-Wexler     | Armando Rendiz                     |